# Scotura retracta
Scotura retracta är en fjärilsart som beskrevs av Erich Martin Hering 1925. Scotura retracta ingår i släktet Scotura och familjen tandspinnare. Inga underarter finns listade.